# Финал Кубка Франции по футболу 1919
Финал Кубка Франции по футболу 1919 прошёл 6 апреля 1919 года и стал 2-м финалом Кубка Франции. Впервые финал проводился на стадионе «Парк де Пренс». В финале встретились парижские футбольные клубы «Сосьете Женераль» и «Олимпик», одержавший победу в предыдущем финале. «Сосьете Женераль» в дополнительное время обыграл «Олимпик» со счётом 3:2 благодаря голу, забитому Льюисом Хатцфельдом на 118-й минуте встречи, и стал обладателем кубка Франции.

## Путь к финалу
| Сосьете Женераль | Сосьете Женераль                       | Раунд         | Олимпик (Париж)     | Олимпик (Париж)                    |
| ---------------- | -------------------------------------- | ------------- | ------------------- | ---------------------------------- |
| Энгиень Д ?:?    |                                        | 1/32 финала   | Маргарита Д 8:0     |                                    |
| Шуази ле Руа 5:1 |                                        | 1/16 финала   | Галлия Д 7:2        |                                    |
| Стад Франсе 2:0  |                                        | 1/8 финала    | Расинг (Париж) 4:3  |                                    |
| АС Франсез 4:2   |                                        | Четвертьфинал | Серкль Атлетик 2:1  |                                    |
| Ренн Г 4:3       | Хатцфельд ?, 80', Рифф Мента 90'(пен.) | Полуфинал     | Медок (Бордо) Г 4:3 | Верхувен ?(пен.), ?, ? (пен.), 89' |

## Детали матча
| 6 апреля 1919            | \| Сосьете Женераль \| 3:2 (1:0;1:1) (отчёт) \| Олимпик (Париж) \| \| Эж. Девик, Хатцфельд - 2 \| Голы \| Дарк, Девакез \| | Стадион: Парк де Пренс, Париж Зрителей: 10 000 Судья: Арман Тибодо |
| Сосьете Женераль         | 3:2 (1:0;1:1) (отчёт) | Олимпик (Париж)                                                    |
| Эж. Девик, Хатцфельд - 2 | Голы | Дарк, Девакез                                                      |

| Сосьете Женераль: |  |                  |
|                   |  |                  |
| В                 |  | Люсьен Ганневаль |
| З                 |  | Джон Мента       |
| З                 |  | Селестен Фризон  |
| П                 |  | Эмануэль Девик   |
| П                 |  | Альфонс Шмер     |
| П                 |  | Хэдден           |
| Н                 |  | Эжен Девик       |
| Н                 |  | Жан Бойе         |
| Н                 |  | Льюис Хатцфельд  |
| Н                 |  | Поль Дедье       |
| Н                 |  | Жюльен Девик     |

| Олимпик: |  |                  |
|          |  |                  |
| В        |  | Блоше            |
| З        |  | Анри Васселен    |
| З        |  | Фьеве, А.        |
| П        |  | Марсель Жуссеран |
| П        |  | ван Стек         |
| П        |  | Морис Нино       |
| Н        |  | Жюль Девакез     |
| Н        |  | Поль Ландоэ      |
| Н        |  | Луи Дарк         |
| Н        |  | Марсель Менге    |
| Н        |  | Эжен Дарту       |